# Universo oscilante
O universo oscilante (ou oscilatório) é um modelo cosmológico, inicialmente proposto como hipótese por Richard Tolman, segundo o qual o universo sofre uma série infinita de oscilações, cada uma delas iniciando-se com um "Big Bang" e terminando com um "Big Crunch". Logo após o Big Bang, o universo se expande por um tempo antes de que a atração gravitacional da matéria produza uma aproximação até chegar a um colapso e sofrer seguidamente um "Big Bounce".

## Histórico, controvérsias e publicações científicas
Após a formulação da hipótese, foi originalmente equacionada por Alexander Friedmann em 1922 (equações de Friedmann) e desenvolvida por Richard Tolman em 1934.
Nos simples casos estudados por Friedman, contendo somente matéria homogênea e possivelmente uma constante cosmológica negativa, cada "rebote" é uma singularidade gravitacional com infinita densidade e tamanho zero. É então questão de gosto se estender a solução através das singularidades, dando um modelo infinitamente oscilante, ou assumindo que só um ciclo exista.
Esta hipótese foi bastante aceita durante um tempo pelos cosmólogos que pensavam que alguma força deveria impedir a formação de singularidades gravitacionais que conectaria um Big Bang com um anterior Big Crunch: as singularidades matemáticas que apareciam nos cálculos eram o resultado de sobre-idealizações (assumir-se muita simetria ou desprezar alguma força) e seriam resolvidas por um tratamento mais cuidadoso ou por uma teoria da gravidade alternativa como a Teoria Brans-Dicke. Neste caso, como apontado por Tolman, a entropia deveria se determinar de oscilação a oscilação; de acordo com Tolman isto causaria a cada ciclo um alongamento de sua duração e igualmente um tamanho maior que o anterior, em algum sentido que tende para uma condição da morte térmica.
Entretanto, nos anos 1960,  Stephen Hawking, Roger Penrose e George Ellis mostraram que as singularidades são uma característica universal das cosmologias que incluem o Big Bang sem que possam ser evitadas com nenhum dos elementos da relatividade geral. Teoricamente, o universo oscilante entra em acordo com a segunda lei da termodinâmica em seu quadro mais amplo dentro deste modelo: a entropia aumentaria em cada oscilação de maneira que não se regressaria às condições anteriores. Desde que nenhuma "memória" dos ciclos prévios pode ser preservada, abordagem pela entropia pôde ser eliminada, mas pelo mesmo motivo, havia poucas razões para conjecturar ciclos antes ou depois do presente. Outras medidas sugerem também que o universo não é fechado. Estes argumentos fizeram que os cosmólogos abandonassem o modelo de universo oscilante.
John Archibald Wheeler, que acreditava que um universo fechado seria necessário por alguns princípios, especulou que as constantes físicas fundamentais deveriam ser reprocessadas a novos valores a cada rebote, provendo um mecanismo para o princípio antrópico.

## Ressurgimento e estado atual
A teoria voltou a ressurgir na cosmologia das branas como um modelo cíclico, que logra evadir todos os argumentos que deixaram a desejar na teoria do universo oscilante nos anos 1960. Esta teoria é altamente controversa devido à ausência de uma descrição satisfatória neste modelo do rebote com a teoria das cordas.

### Modelo de Steinhardt e Turok
Estudos dos físicos Paul Steinhardt (da Universidade de Princeton, EUA) e Neil Turok (de Cambridge, Inglaterra), partem de uma oposição a atual teoria do "Big Bang", afirmando que o universo com seu espaço e tempo sempre existiram (chegando-se a se criar a expressão "mito do início do tempo" entre seus defensores), havendo uma sequência infinita de ciclos, nas quais o universo surge e ressurge em seus processos evolutivos em cada Big Bang, seguindo-se a estes trilhões de anos de expansão e posteriormente contração, que culmina num Big Crunch, mantendo-se a temperatura e a densidade na transição dentro de valores finitos.
Este modelo tem como essencial a questão da energia escura e a aceleração da expansão do universo, e considera que a homogeneidade do universo pode produzir-se a partir de um longo período de contração lenta, anterior a cada um de seus conjecturados períodos de expansão, que encerra-se quando a densidade do universo chega a um valor extremamente pequeno.
Posteriormente, os mesmo autores buscam explicar em seu modelo porque os valores da constante cosmológica são tão pequenos e como esta se comportaria no tempo dentro de cada ciclo. Também são consideradas as implicações de um cenário de ondas gravitacionais previstas nos modelos inflacionários com deslocamento para o vermelho e a densidade de energia destas ondas na nucleossíntese primordial em cada ciclo.